# المنشأة الصغرى (القليوبية)
المنشأة الصغرى إحدى قرى مركز كفر شكر التابع لمحافظة القليوبية بجمهورية مصر العربية.

## التاريخ
قرية المنشأة الصغرى من القرى القديمة، حيث وردت باسم «طروط طسفة» في أعمال الشرقية ضمن قرى الروك الصلاحي التي أحصاها ابن مماتي في كتاب قوانين الدواوين، كما وردت باسم «تروط طسفة» المعروفة بـ «المنشية الصغرى» في أعمال الشرقية ضمن قرى الروك الناصري التي أحصاها ابن الجيعان في كتاب «التحفة السنية بأسماء البلاد المصرية». وفي العصر العثماني وردت «المنشية الصغرى» في التربيع العثماني الذي أجراه الوالي العثماني سليمان باشا الخادم في عصر السلطان العثماني سليمان القانوني ضمن قرى ولاية الدقهلية، وفي تاريخ 1228هـ/1813م الذي عدّ قرى مصر بعد المسح الذي قام به محمد علي باشا باسم «المنشأة الصغرى» ضمن قرى مديرية الدقهلية، وبعد تأسيس مركز كفر شكر، اقتطعت القرية من مديرية الدقهلية، وألحقت بمركز كفر شكر في مديرية القليوبية.

## السكان
بلغ عدد سكان المنشأة الصغرى 8,951 نسمة، حسب الإحصاء الرسمي لعام 2006.